# Green Cross International
Green Cross International è un'organizzazione ambientalista fondata dall'ex leader sovietico Michail Gorbačëv nel 1993, sulla base del lavoro avviato dal Summit della Terra tenutosi nel 1992 a Rio de Janeiro, in Brasile. La missione di Green Cross International è quella di contribuire a garantire un futuro sicuro e sostenibile per tutti, coltivando un senso di responsabilità condivisa nei confronti della natura. In trentuno paesi si sono stabilite delle organizzazioni nazionali che fanno parte di codesta ONG. 

## Storia
Nel gennaio 1990, durante un discorso al "Global Forum on Environment and Development for Survival", il presidente Michail Gorbačëv (l'ex presidente dell'URSS) propose di dar vita ad un'organizzazione che rispondesse ai problemi ecologici quasi nello stesso modo in cui la Croce Rossa rispondeva a quelli riguardanti la medicina, come se fosse una "Croce Rossa dell'ambiente".
Sviluppando questa idea, i delegati al Summit della Terra di Rio de Janeiro (giugno 1992), condivisero le idee di Michail Gorbačëv e gli chiesero di creare e lanciare un'organizzazione simile. Nel frattempo, il parlamentare svizzero Roland Wiederkehr fondò la "World Green Cross" con lo stesso obiettivo. Le due organizzazioni si fusero nel 1993 per formare "Green Cross International" (GCI). GCI fu formalmente lanciato a Kyōto il 18 aprile 1993. Su invito di Michail Gorbačëv, molti personaggi famosi si unirono al suo Consiglio di Amministrazione e il suo Comitato d'onore.
La prima serie di Organizzazioni Nazionali aderì formalmente alla GCI nella città de L'Aia, nella primavera del 1994. Tra queste:
- Giappone (Presidente Shoo Iwasaki);
- Paesi Bassi (Presidente Awraham Soetendorp);
- Federazione Russa (Presidente Nikita Moiseev);
- Svizzera (Presidente Ronald Hess);
- Stati Uniti (Presidente Diane Meyer Simon).

Fino ad oggi, Green Cross International è presente in 30 paesi in tutto il mondo. Uffici nazionali si trovano in Argentina, Australia, Austria, Bielorussia, Bolivia, Brasile, Burkina Faso, Canada, Corea del Sud, Costa d'Avorio, Repubblica Ceca, Danimarca, Estonia, Francia, Ghana, Ungheria, Italia, Giappone, Giordania, Paesi Bassi, Pakistan, Polonia, Russia, Spagna, Sri Lanka, Swaziland, Svezia, Svizzera, Ucraina e Stati Uniti d'America.
Green Cross International ha uno status consultivo presso il Consiglio Economico e Sociale delle Nazioni Unite e l'UNESCO.

## Consiglio di Amministrazione di Green Cross International
Il Consiglio di Amministrazione e il Comitato d'Onore di GCI sono i seguenti:

### Consiglio di Amministrazione
- Michail Gorbačëv, Presidente Fondatore;
- Jan Kulczyk, Presidente;
- Alexander Likhotal, Presidente e CEO (ex officio);
- Sander Mallien, Tesoriere, Presidente di Green Cross Svizzera;
- Mohan Munasinghe;
- Mário Soares;
- Sergey Baranovskiy, Presidente di Green Cross Russia;
- Celso Luiz Claro de Oliveira, Presidente di Green Cross Brasile;
- Ousséni Diallo, Amministratore Delegato di Burkina Faso;
- Shoo Iwasaki, presidente di Green Cross Giappone;
- Scott Seydel, Presidente di Global Green USA.

### Comitato d'Onore
- Principessa Basma Bint Talal, Giordania
- Victor Danilov-Danilyan, Russia
- Prof. Istvan Lang, Ungheria
- Dott.ssa Rita Levi-Montalcini, Italia
- Dr. Rudolphus Ruud Lubbers, Paesi Bassi
- Pat Mitchell, Stati Uniti d'America
- Adolf Ogi, Svizzera
- H. E. Javier Perez de Cuellar, Perù
- Robert Redford, Stati Uniti d'America
- Dr. Karan Singh, India
- Rabbino Awraham Soetendorp, Paesi Bassi
- David Suzuki, Canada
- Dr. Monkombu M. S. Swaminathan, India
- Diane Meyer Simon, Stati Uniti d'America
- Ted Turner, Stati Uniti d'America
- Dr. Evgeny Velikhov, Russia
- Wakako Hironaka, Giappone

## Michail Gorbačëv
Come fondatore della GCI, Michail Gorbačëv era un'attiva ed importante guida per l'organizzazione. Attraverso i suoi scritti, Gorbačëv contribuì a portare maggiore attenzione alle tre sfide umanitarie principali: garantire la sicurezza umana, eliminare la povertà e prevenire catastrofi ambientali. In aggiunta al Green Cross, Gorbačëv utilizzò anche altri mezzi come il "World Political Forum" per sensibilizzare l'opinione pubblica mondiale su questi temi.

## Missione
La missione di Green Cross International è quella di contribuire a garantire un futuro giusto, sostenibile e sicuro per tutti, coltivando un nuovo senso di interdipendenza globale e responsabilità condivisa nel rapporto dell'umanità con la natura.

### Aree di attività
Green Cross offre programmi completi che esaltano i valori della cooperazione tra tutte le parti interessate. Il rapporto umano con la natura attraversa tutti i confini e trascende tutte le idee di classe, richiedendo una soluzione che va oltre il buon governo e la buona politica e che riguarda la responsabilità per un futuro giusto e sostenibile per tutti.
Green Cross International opera nelle seguenti aree:
1. Prevenzione e risoluzione dei conflitti derivanti dal degrado ambientale;
2. Fornitura di assistenza alle persone colpite dalle conseguenze ambientali delle guerre e dei conflitti;
3. Promozione di norme giuridiche, etiche e comportamentali che assicurano cambiamenti fondamentali nei valori, nelle azioni e negli atteggiamenti del governo, il settore privato e la società civile.

#### Prevenire e risolvere conflitti per le risorse naturali
Nella sua missione di prevenire e risolvere i conflitti per le risorse naturali, GCI gestisce l'acqua per la pace, l'accesso ad essa, il diritto all'acqua ed energia intelligente per programmi di sviluppo sostenibile. Il loro obiettivo è promuovere la cooperazione tra i paesi che condividono acque dello stesso fiume, l'incontro per i bisogni di consumo e servizi igienico-sanitari e l'uso delle tecnologie per le energie rinnovabili affrontando la crescente domanda di energia e povertà.

#### Affrontare le conseguenze ambientali delle guerre e dei conflitti
Il programma di assistenza sociale, medica e di analisi ambientale sono programmi realizzati in tutto il mondo con lo scopo di assistere le persone colpite dalle conseguenze ambientali della guerra fredda ed altri conflitti in generale. Le attività includono il supporto per i bambini, famiglie e comunità che soffrono stress socio-economici, medici e psicologici a lungo termine causati dall'esposizione al disastro nucleare di Chernobyl e dall'uso dell'Agente Arancio durante la guerra del Vietnam. Un certo numero di progetti include l'analisi degli impatti ambientali delle guerre e dei conflitti in Kuwait, Medio Oriente, i Balcani, Argentina, Burkina Faso, e in Asia meridionale, assicurando che la riabilitazione ambientale sia ora regolarmente garantita dagli interventi prima e dopo i conflitti stessi. Competenza è stata sviluppata nella pulizia ambientale, soprattutto nell'ambito della contaminazione nucleare.

#### La promozione di valori e cambiamenti del comportamento
GCI cerca anche di raggiungere un cambiamento del comportamento attraverso iniziative come la Carta della Terra e i Dialoghi per la Terra. L'idea è di sensibilizzare le persone, specialmente i giovani, con una consapevolezza positiva e la responsabilità che queste minacce comuni all'umanità poste dalla povertà, l'insicurezza e la distruzione ambientale esistano.